# Lelek sundajski
Lelek sundajski (Caprimulgus meesi) – gatunek ptaka z rodziny lelkowatych (Caprimulgidae). Endemit Indonezji. Nie jest zagrożony wyginięciem.
SystematykaGatunek ten opisali naukowo w 2004 roku holenderscy ornitolodzy George Sangster i Frank Rozendaal. Holotyp to dorosły samiec odłowiony we wrześniu 1975 roku; miejsce typowe to Nisar na wyspie Flores w Indonezji (8°47′S 119°58′E/-8,783333 119,966667). Autorzy zbadali też drugi okaz (paratyp) – dorosłego samca złowionego w czerwcu 1932 roku w Mao Marru na wyspie Sumba. Nazwa gatunkowa meesi upamiętnia kustosza Muzeum Historii Naturalnej w Lejdzie Gerlofa Meesa.
Nie wyróżnia się podgatunków.
WystępowanieLelek sundajski występuje endemicznie na Małych Wyspach Sundajskich należących do Indonezji – stwierdzono go na wyspach Flores, Sumba, Alor i Pantar.
MorfologiaDługość ciała 25–29 cm. Bardzo podobny do podgatunku C. macrurus schegelii lelka paskogłowego.
StatusMiędzynarodowa Unia Ochrony Przyrody (IUCN) uznaje lelka sundajskiego za gatunek najmniejszej troski (LC – Least Concern). Liczebność populacji nie została oszacowana, ale ptak ten opisany został jako pospolity w większości swego zasięgu występowania. Ze względu na brak dowodów na spadki liczebności bądź istotne zagrożenia dla gatunku BirdLife International ocenia trend liczebności populacji jako prawdopodobnie stabilny.